# طوم تي هول
طوم تي هول (بالإنجليزية: Tom T. Hall)‏ (من مواليد 25 مايو 1936) هو مغني وكاتب أغاني كانتري أمريكي. وقد ألف عدة أغاني، منها سبع أغاني له تصدرت قائمة بيلبورد لأغاني الكانتري وأغاني أخرى غناها فنانون آخرون. عُرف هول بين الجماهير بلقب "الحكواتي"، وذلك بفضل مهاراته في سرد القصص في أغانيه.

## حياته
وُلد طوماس هول في أوليف هيل، كنتاكي في عام 1936. قام بتنظيم فرقة عندما كان مراهقًا وكان يغني قبل عروض الأفلام في المسارح المتنقلة. كما غنى على شبكة راديو القوات المسلحة خلال فترة بقائه في الجيش، وكتب عدة أغاني حول تجاربه في الجيش. عمل هول مذيعًا عدة محطات إذاعية محلية، مثل إذاعة WRON المحلية في رونسيفيرت في فرجينيا الغربية، ومحطة WMOR في مورهيد، كنتاكي، ومحطة WSPZ في سبنسر، فرجينيا الغربية. 
نال هول أول نجاح له في عام 1963، عندما سجل المغني جيمي سي نيومان أغنيته "DJ For a Day"، والذي وصلت للمركز التاسع على قائمة أغاني الكانتري. انتقل هول إلى ناشفيل في عام 1964 وبدأ العمل ككاتب أغاني مقابل 50 دولارًا في الأسبوع لصالح شركة نيوكيز ميوزيك، وهي شركة نشر تابعة لنيومان وشريكه جيمي كي، حيث كان يكتب أحيانا ستة أغاني في اليوم.  اقترح عليه كي أن يضيف الحرف "T" إلى اسمه. 
شهد هول أكبر نجاحاته في كتابة الأغاني عندما سجلت جيني سي رايلي أغنيته "Harper Valley PTA" في عام 1968، ووصلت للمركز الأول في قائمتي الكانتري والبوب في مجلة بيلبورد، وبيع منها أكثر من ستة ملايين نسخة، ونالت جائزة جرامي. تم إنتاج فيلم سينمائي وبرنامج تلفزيوني عن الأغنية يحمل نفس الاسم. ساهمت الأغنية في تمهيد الطريق لهول ليسجل الأغاني بنفسه، حيث أصدر عددًا من الأغاني من أواخر الستينيات وحتى أوائل الثمانينيات. من أغانيه الناجحة "A Week in a Jail Country" و "Old Dogs, Children and Watermelon Wine"، "I Love”، "Country Is”، "The Year Clayton Delaney Died”.
تقاعد هال من كتابة الأغاني في عام 1986 ومن الغناء حوالي عام 1994؛  وأقام آخر حفلة له في عام 2011. 

## الجوائز
حصل هول على جائزة غرامي لأفضل ملاحظات ألبوم عام 1973 عن الملاحظات التي كتبها عن ألبومه "Tom T. Hall's Greatest Hits". تم ترشيحه لنفس الجائزة في عام 1976 لألبومه Greatest Hits Volume 2، لكنه لم يفز. وقد كان عضوًا في Grand Ole Opry منذ عام 1971. 

## التلفاز
حل هول محل رالف إميري كمضيف لبرنامج Pop! Goes the Country في عام 1980 واستمر حتى نهاية السلسلة في عام 1982. 

## الموسيقى
آخر أغنية من تأليفه تتصدر القوائم كانت أغنية "Little Bitty" والتي سجلها آلان جاكسون عام 1996
في عام 1998، احتلت أغنيته "Old Dogs, Children and Watermelon Wine" المرتبة الثانية في استطلاع راديو بي بي سي 2 عن الأغنية المفضلة في مجال الموسيقى الهادئة في المملكة المتحدة، رغم أنه لم يسبق لها أن حققت أي نجاح هناك، ولكن المستمعين اعتادوا سماعها عندما كان مشغل الأغاني تيري ووجان يعرضها بين الحين والآخر.  كما صنفت مجلة رولينغ ستون الأغنية في المرتبة 93 في قائمتها التي تضم أفضل 100 أغنية كانتري في عددها في 1 يونيو 2014. 
تم استخدام أغنيته "I Love”، التي يسرد فيها الراوي الأشياء التي يحبها في الحياة، في إعلان تلفزيوني عام 2003 لصالح بيرة كورز لايت. 

## قاعة المشاهير
- أُدخل هول في قاعة مشاهير موسيقى كنتاكي في عام 2002. [16]
- في 12 فبراير 2008، تم إدخال هول في قاعة مشاهير موسيقى الكانتري. [17]
- في نوفمبر 2018 تم ضم هول وزوجته ديكسي هول إلى قاعة مشاهير موسيقى البلوغراس الدولية. [18]
- في 13 يونيو 2019، تم إدخال هول في قاعة مشاهير مؤلفي الأغاني.

## الحياة الشخصية
تزوج هول مرتين، الأولى من أوبال ماكيني، والثانية من مؤلف أغاني البلوغراس والمنتجة ديكسى هول من عام 1969 حتى وفاتها في 16 يناير 2015. وكان اسمها الأصلي إيريس لورانس وولدت في ويست مدلاندز في إنجلترا في عام 1934 وهاجرت إلى الولايات المتحدة في عام 1961.  وعاشا في فرانكلين، تينيسي.  التقى طوم وديكسي في حفل عشاء لجوائز الموسيقى في عام 1965 حيث دعيت هناك لتأليفها أغنية "Truck Drivin 'Son-of-gun" التي نالت النجاح بعد أن أصدرها ديف دادلي. 
أنجب هول ابنا من زوجه الأول عام 1961.  كان دين عازف غيتار في فرقة والده قبل انضمامه لاحقا إلى فرقة بوبي بير.

## روابط خارجية
- طوم تي هول على موقع IMDb (الإنجليزية)
- طوم تي هول على موقع الموسوعة البريطانية (الإنجليزية)
- طوم تي هول على موقع ميوزك برينز (الإنجليزية)
- طوم تي هول على موقع إن إن دي بي (الإنجليزية)
- طوم تي هول على موقع أول ميوزيك (الإنجليزية)
- طوم تي هول على موقع ديسكوغز (الإنجليزية)
- طوم تي هول على موقع قاعدة بيانات الفيلم (الإنجليزية)